# Brahma-vihára
A brahma-vihára (finom tulajdonságok, szó szerint: "istenek [brahma] lakhelye") négy, buddhista gyakorlásra szánt erényre és meditációs technikára vonatkozik. Ezeket úgy is nevezik, hogy a négy mérhetetlen (szanszkrit: apramána, páli: appamannyá).
A Metta-szuttában Gautama Buddha úgy magyarázza, hogy a négy mérhetetlen gyakorlása által a gyakorló a Brahmá birodalomban" (páli: Brahmaloka) születhet újra. A meditálónak a következő tudatállapotokat kell szétárasztania minden irányban: 
szerető kedvesség vagy jóakarat, együttérzés, együtt érző öröm és egykedvűség.
A négy mérhetetlen szintén szerepel a Patanydzsali jóga szútráiban (1.33) is, amely jóval a buddhizmus keletkezése után született és amelyre jelentős hatással volt a buddhizmus. Ezek az erények a buddhisták szerint rendkívül jó ellenszerei a negatív mentális állapotoknak, mint például a kapzsiság, a harag és a büszkeség.

## A négy mérhetetlen
A négy mérhetetlen a következő: 
1. Szerető kedvesség (páli: metta, szanszkrit: maitrí) minden érző lény felé[7]
2. Együttérzés (páli és szanszkrit: karuna): annak reménye, hogy a szenvedő szenvedése csökkenni fog.[7]
3. Együtt érző öröm (páli és szanszkrit: mudita): örülni más örömének.[7]
4. Egykedvűség (páli: upekkha, szanszkrit: upeksá): megtanulni elfogadni a veszteséget és a nyereséget és nem tenni különbséget szomorúság és a vidámság, barát és ellenség között, minden érző lényre egyenrangúként tekinteni. Ez egy tiszta és nyugodt tudatállapot.[8]